# Ачех-Сінгкіл (регентство)
Регентство Ачех Сінгкіл (індонез. Kabupaten Aceh Singkil) — регентство в провінції Ачех в Індонезії  Він розташований переважно на острові Суматра, але також включає прибережні острови Баняк, найбільшим з яких є Туангку (Великий Баняк) з головним містом Алабан. До 1999 року він також включав великий офшорний острів Сімеулуе, але в тому році острів було відокремлено для створення власного окремого регентства. Резиденція уряду Ачех-Сінгкіл знаходиться в порту Сінгкіл на узбережжі Суматри. Регентство займає площу 1857,88 км 2, а за даними перепису 2010 року населення становило 102 509 осіб, за даними перепису 2015 року зросло до 114 326 осіб, а за переписом 2020 року – до 126 514 осіб. Офіційна оцінка на середину 2021 року становила 128 384.

## Адміністративний поділ
Під час перепису 2010 року регентство було адміністративно поділено на десять округів (кечаматан). Після 2010 року район островів Банджак був розділений на два, з новим районом островів Західний Банджак ( Kecamatan Pulau Banjak Barat ), який був виділений з існуючого району, а залишковий район тепер по суті обмежений Пулау Балай. Нижче наведено райони з їхніми площами та населенням за даними перепису 2010 і перепису 2020 разом із офіційною оцінкою станом на середину 2021 року. Таблиця також містить розташування адміністративних центрів районів, кількість сіл (сільська деса та міський келурахан) і кількість офшорних островів у кожному районі та його поштовий індекс.
| Назва             | Площа в км 2 | Перепис населення 2010 | Перепис населення 2020 | Оцінка середина 2021 | Адмін центр   | Клк. сіл | Клк. ост- ровів | Індекс |
| ----------------- | ------------ | ---------------------- | ---------------------- | -------------------- | ------------- | -------- | --------------- | ------ |
| Пулау Баняк       | 15.02        | 6570                   | 4,562                  | 4,603                | Пулау Балай   | 3        | 1               | 24791  |
| Пулау Баняк Барат | 278,63       | (а)                    | 3,078                  | 3,104                | Халобан       | 4        | 74              | 24790  |
| Сінгкіл           | 135,94       | 16,292                 | 19 740                 | 19 994               | Пуло Сарок    | 16       | 1               | 24785  |
| Сінгкіл Утара     | 142.23       | 8,918                  | 10 533                 | 10 642               | Госонг Телага | 7        | 1               | 24791  |
| Куала Бару        | 45,83        | 2,173                  | 2,555                  | 2580                 | Куала Бару    | 4        | -               | 24789  |
| Сімпанг Канан     | 289,96       | 12 716                 | 15,748                 | 15 984               | Ліпат Каджанг | 25       | -               | 24794  |
| Гунунг Мерія      | 224,30       | 30 630                 | 39,557                 | 40,314               | Рімо          | 25       | -               | 24793  |
| Данау Париж       | 206.04       | 6,622                  | 7,883                  | 7,971                | Бісканг       | 6        | -               | 24784  |
| Суро Макмур       | 127,60       | 7,559                  | 8,989                  | 9,086                | Булусема      | 11       | -               | 24787  |
| Сінгкогор         | 159,63       | 5,309                  | 7,265                  | 7,446                | Сінгкогор     | 6        | -               | 24788  |
| Кота Бахару       | 232,69       | 5720                   | 6,606                  | 6660                 | Данау Бунгара | 9        | 1               | 24792  |
| Підсумки          | 1857,88      | 102,509                | 126,514                | 128,384              |               | 118      | 78              |        |

Примітка:(a) Чисельність населення округу Пулау Баняк Барат у 2010 році включена в показник 2010 року для округу Пулау Баняк, з якого він був виділений.

## Туризм - острови Баняк
Banyak означає «багато», тому що існує 99 островів, лише деякі з яких населені. Яхти з острова Ніас або безпосередньо з-за кордону перевозять іноземних туристів на острів Великий Паламбак або Малий острів Паламбак для прісної води та снорклінгу. Острів Тайлена, острів Раго-Раго, острів Панджанг (Довгий) і острів Матахарі (Сонячний) також придатні для підводного плавання, а на острові Туванку (Мій господар) є заповідником пеню хіджау (зелена морська черепаха) і пеню білімбінг (шкіряста черепаха). морська черепаха).